# بلوط‌برگی نارنجی
بلوط‌برگی نارنجی، بلوط‌برگی هندی یا خشکیده‌برگ (نام علمی: Kallima inachus)، گونه‌ای پروانه است که در سرده بال‌بلوطیان و تیره فرچه‌پایان قرار دارد. این گونه در سال ۱۸۴۶ میلادی توصیف علمی شد. این گونه در هیمالیا، هند، آسام، برمه، کشمیر و نقاطی دیگر از آسیا دیده شده‌است. بال‌های این پروانه شبیه برگ‌های خشک درخت بلوط است.

## نگارخانه

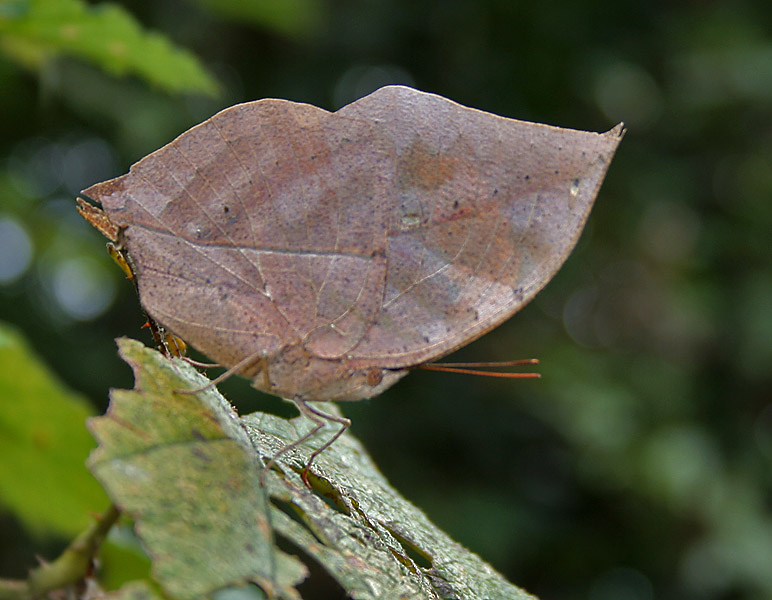
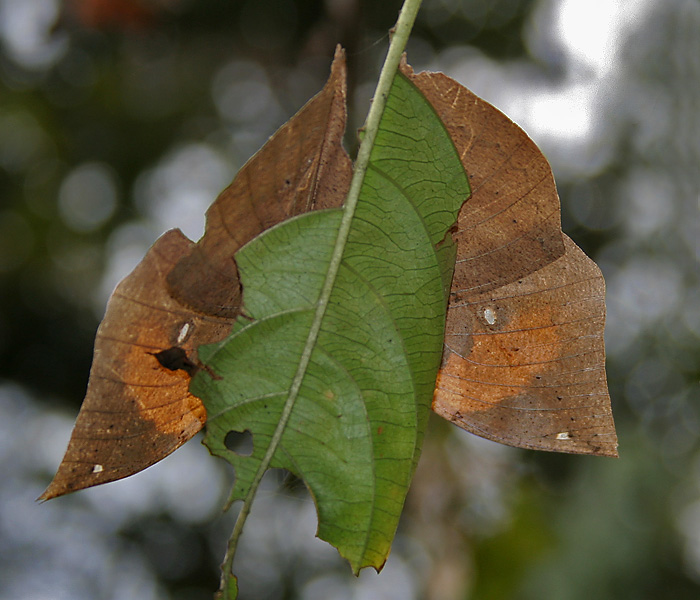
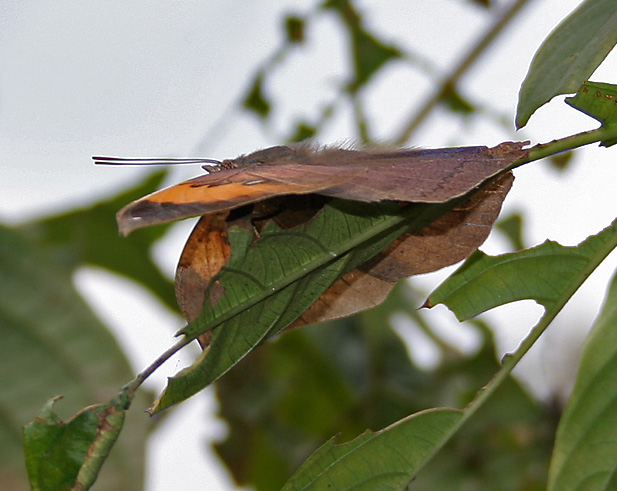
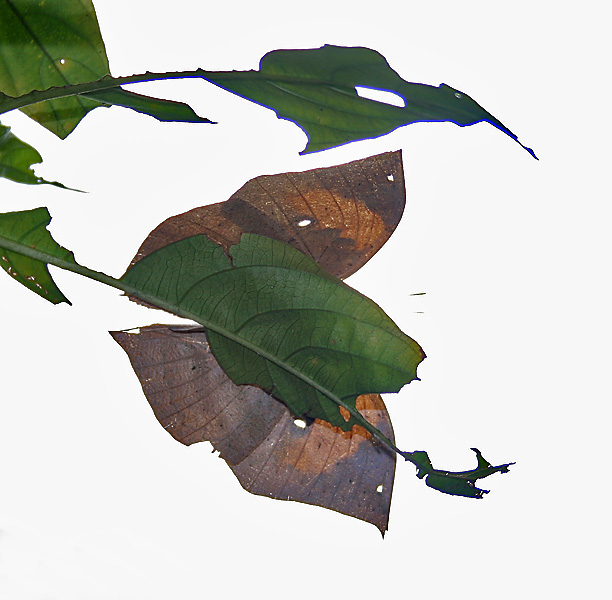